# 寿因寺 (库伦旗)
寿因寺，俗称“迈德尔格根庙”，又称“那顺之都吉勒呼里特”，位于内蒙古自治区通辽市库伦旗，是一座藏传佛教格鲁派寺院。

## 简介
寿因寺位于库伦旗水泉乡格尔林村，始建于1920年。
寿因寺现存大殿为汉藏结合风格建筑，二层三顶式。正面前出3间抱厦，4根石雕明柱支擎第一、二层建筑。前檐斗拱作木雕虎头、象头。屋顶前部为卷栅式，中部、后部为单檐歇山式。大殿内有彩绘，并且供奉佛像。大殿门前西南墙内侧，绘有十八层地狱轮回图。2013年，寿因寺大殿被列为第七批全国重点文物保护单位。